# Episodi di Our Flag Means Death (prima stagione)
La prima stagione della serie televisiva Our Flag Means Death è stata distribuita negli Stati Uniti d'America dal 3 al 24 marzo 2022, sulla piattaforma streaming HBO Max.
In Italia la stagione è inedita. 
| nº | Titolo                            | Pubblicazione USA |
| -- | --------------------------------- | ----------------- |
| 1  | Pilot                             | 3 marzo 2022      |
| 2  | A Damned Man                      | 3 marzo 2022      |
| 3  | A Gentleman Pirate                | 3 marzo 2022      |
| 4  | Discomfort in a Married State     | 10 marzo 2022     |
| 5  | The Best Revenge Is Dressing Well | 10 marzo 2022     |
| 6  | The Art of Fuckery                | 10 marzo 2022     |
| 7  | This Is Happening                 | 17 marzo 2022     |
| 8  | We Gull Way Back                  | 17 marzo 2022     |
| 9  | Act of Grace                      | 24 marzo 2022     |
| 10 | Wherever You Go, There You Are    | 24 marzo 2022     |

## Pilot
- Diretto da: Taika Waititi
- Scritto da: David Jenkins

### Trama
Stede Bonnet, un aristocratico inglese, vuole dimostrare di poter ottenere fama e ricchezza da solo; perciò decide di abbandonare la moglie Mary e i loro figli per diventare un pirata. Fa costruire una nave, la Revenge, attrezzandola di ogni comfort, e assume una ciurma di pirati veterani, auto-dichiarandosi così capitano di una nave pirata. Passano diversi mesi e la ciurma, annoiata e irritata dalle maniere gentili di Stede e dalla mancanza di reali azioni piratesche, minaccia di ammutinarsi.
Per salvarsi la pelle, Stede trova una nave da abbordare, ma il vascello si rivela essere una nave da guerra della Marina Britannica, capitanata da Nigel Badminton, bullo che tormentava Stede da bambino. Stede invita Nigel e i suoi ufficiali a bordo della sua nave, spacciando lui e la sua ciurma per aristocratici. Nigel prende in giro Stede e gli dà del patetico; Stede, furioso, lo colpisce alla nuca e Nigel finisce con il trafiggersi accidentalmente con la sua stessa spada. I pirati si rivelano e prendono alcuni degli ufficiali come ostaggi, riuscendo a scappare prima che la ciurma di Badminton capisca cosa sia successo. Gli uomini di Stede, ignari che la morte di Badminton sia stata un incidente e impressionati dal capitano, decidono di annullare per il momento l’ammutinamento.

## A Damned Man
- Diretto da: Nacho Vigalondo
- Scritto da: David Jenkins

### Trama
Dopo aver accidentalmente arenato la nave su un’isola, Stede ordina alla sua ciurma di prendersi una “vacanza” così da poter recuperare le forze. Gli ostaggi riescono a scappare nella boscaglia dell’isola e Stede, Black Pete e Oluwande vanno a recuperarli. Mentre passeggia sulla spiaggia, Lucius scopre che “Jim”, un altro membro della ciurma, si era travestit* da uomo. Riesce a malapena a fuggire prima che Jim possa ucciderlo.
Stede, i suoi uomini e gli ostaggi vengono catturati da una tribù che vive sull’isola e messi sotto processo. Stede, perseguitato da visioni del fantasma di Nigel, ha un crollo nervoso e confessa l’omicidio; un vecchio della tribù suggerisce a Stede che forse i suoi demoni derivano da qualcosa di più profondo. Stede e i suoi uomini vengono liberati ma scoprono che gli ostaggi sono stati venduti ad altri tre pirati. Stede improvvisa un piano per sorprendere i pirati — che ha sorprendentemente successo — e accetta di concedere loro uno dei suoi ostaggi. Quando la nave riprende il mare, Stede fa pace con la morte di Badminton. Lucius viene catturato da Jim, che lo tramortisce. Vediamo infine che i tre pirati stanno seguendo segretamente la Revenge per ordine del loro capitano, Barbanera.

## A Gentleman Pirate
- Diretto da: Nacho Vigalondo
- Scritto da: Adam Stein

### Trama
Stede scopre l’esistenza della “Repubblica dei Pirati”, un paradiso per i criminali dove spera di riuscire a vendere il suo ultimo ostaggio e di presentarsi come il “Pirata Gentiluomo”. A bordo della propria nave, Barbanera ordina a Izzy Hands, il suo primo ufficiale, di invitare Stede ad incontrarlo. Jim e Oluwande portano Stede ad una taverna di proprietà di Spanish Jackie, che vuole la testa di Jim per aver ucciso uno dei suoi mariti preferiti. Quando Izzy trova Stede, Stede lo congeda rudemente, dicendogli che il suo capo può “andare all’inferno”, ignaro di chi sia. Nel locale si scatena una rissa tra gli acquirenti dell’ostaggio e Jackie caccia Stede della taverna. Per ringraziare Jim di avergli risparmiato la vita, Lucius restituisce a Jim il pugnale di famiglia che Jackie aveva preso.
Geraldo, barista nel locale di Jackie e uno dei suoi tanti mariti, convince Stede a salire su una nave della Marina Spagnola, dove il capitano viene pugnalato e condannato a morte per pirateria e il travestimento di Jim viene svelato. Stede sta per essere impiccato quando la nave viene attaccata da un’altra ciurma di pirati. Alcuni momenti prima di morire soffocato, la corda di Stede viene tagliata e, prima di perdere i sensi, Stede vede Barbanera sovrastarlo.

## Discomfort in a Married State
- Diretto da: Nacho Vigalondo
- Scritto da: Eliza Jiménez Cossio

### Trama
Barbanera e Izzy prendono il comando della Revenge, mentre Stede si riprende lentamente dalle sue ferite. Dei flashback rivelano come Stede fosse infelicemente sposato con una donna che non amava, cosa che era culminata con la sua fuga per diventare un pirata. Ha poi un incubo in cui sua moglie e il padre lo prendono in giro, e sua figlia lo condanna a morte.
Quando si sveglia, Barbanera si presenta e confessa di essere stanco della sua vita perché nessuno osa più sfidarlo. Lui e Stede decidono di vivere nei panni dell’altro per un giorno. La situazione esaspera Izzy, che dà a Barbanera dello stupido e lo accusa di essere solo l’ombra dell’uomo che era una volta. Jim dice alla ciurma di voler continuare ad essere “Jim”, spiegando che vuole che gli altri della ciurma continuino a trattarl* come un loro compagno. Le navi da guerra spagnole sono ancora alle calcagna della "Revenge" e Barbanera si rende conto di avere sbagliato a calcolare i giorni che mancano alla luna piena, cosa che rovina il suo piano di utilizzare la nebbia come copertura per fuggire. Lui e Stede però mettono insieme un nuovo piano: usando uno specchio ed una lanterna, camuffano la nave da faro e riescono a ingannare gli spagnoli abbastanza a lungo da riuscire a scappare. Barbanera convince Stede a insegnargli come essere un aristocratico; intanto, però, pianifica con Izzy di ucciderlo a tradimento per rubarne l'identità.

## The Best Revenge is Dressing Well
- Diretto da: Fernando Frías
- Scritto da: John Mahone

### Trama
Ed (Barbanera) insegna alla ciurma di Stede come essere pirati migliori, mentre Stede illustra a Ed gli usi dell’alta società. Un flashback mostra un giovane Ed con in mano un fazzoletto di seta mentre la madre gli spiega che loro non sono il tipo di persone da potersi permettere cose preziose. Dopo che Frenchie trova, tra il bottino dell’ultima nave abbordata, un invito ad una festa dell’alta società, Ed propone a Stede di andarci. Nel frattempo, Izzy tenta senza successo di asserire la propria autorità sulla Revenge.
Alla festa, Ed riesce inizialmente a mescolarsi con gli aristocratici, ma durante la cena sbaglia ad usare le posate e viene per questo ridicolizzato. Ed se ne va furioso, ma Stede lo difende proponendo agli invitati un gioco durante cui Stede rivela tutti i segreti più vergognosi di ognuno di loro, trasformando la festa in una rissa. Intanto, Oluwande e Frenchie, fingendosi il principe ereditario d’Egitto e il suo viceré, truffano buona parte degli invitati, inventando il primo schema a piramide. Scoppia un incendio e i pirati tornano alla nave. Frenchie e Oluwande regalano i loro guadagni ai servitori africani degli aristocratici, gli stessi che avevano rivelato a Stede i segreti degli ospiti. Più tardi, Stede trova Ed ad esaminare il fazzoletto di seta che conserva dalla sua infanzia. Stede lo piega gentilmente e lo infila nel taschino della panciotto di Ed, dicendogli che gli stanno bene le cose preziose. L’ammiraglio Chauncey Badminton, il gemello di Nigel, convince Re Giorgio a fornirgli la piena potenza della Marina Britannica per inseguire la nave di Stede e vendicare il fratello ucciso.

## The Art of Fuckery
- Diretto da: Fernando Frías
- Scritto da: Simone Nathan

### Trama
Ed aiuta Stede a migliorare le sue doti da spadaccino e per farlo lo spinge a trafiggerlo con la spada. Quando Stede soddisfa la sua richiesta, Izzy pensa che i due siano amanti, cosa che lo sciocca. Più tardi, quando la ciurma lo implora di raccontargli una storia del terrore, Barbanera racconta di quando aveva visto il Kraken uccidere suo padre. Poi mostra alla ciurma dei trucchi teatrali che usa per spaventare le navi da abbordare, trucchi che lui chiama “arte delle cavolate”. Nel frattempo, Izzy è infastidito dal fatto che Barbanera non abbia ancora ucciso Stede e lo persuade ad ucciderlo il prima possibile. Intanto, a Lucius è venuta un’infezione ad un dito e la ciurma tenta invano di tagliarglielo.
Quella sera, la Revenge si accosta ad una nave olandese e Stede coglie l’opportunità per improvvisare qualche “cavolata”. Quando i mercanti della nave salgono a bordo della Revenge si scatena il caos. Barbanera si prepara ad uccidere Stede, ma è interrotto da Lucius che, febbricitante, si taglia il dito infetto, terrorizzando gli olandesi. Stede poi annuncia che il Kraken si sta avvicinando, cosa che innesca dei ricordi traumatici in Ed. Alla vista di Barbanera, gli olandesi scappano. Quando Stede va a confortarlo, Ed gli rivela in lacrime che era stato lui ad uccidere suo padre, non il Kraken, e che da allora non ha mai più ucciso nessuno (direttamente). Inoltre confessa il suo piano originale di uccidere Stede e rubarne identità. Entrambi decidono di lasciarsi tutto alle spalle.
Più tardi, Izzy sfida Stede a duello; il perdente verrà bandito dalla nave. Izzy trafigge Stede, che però, grazie ai consigli di Ed, riesce a dirigere il colpo lontano dagli organi vitali, rendendo al contempo inutilizzabile la spada di Izzy. Stede risulta il vincitore del duello e Izzy viene bandito dalla Revenge. Black Pete intaglia dal legno un nuovo dito per Lucius, che lo ringrazia con un bacio. Izzy si dirige da Spanish Jackie e le fa una proposta.

## This is Happening
- Diretto da: Fernando Frías
- Scritto da: Zayre Ferrer

### Trama
Ed pensa di lasciare la Revenge perché è annoiato; Stede cerca un modo per farlo divertire e l’occasione arriva durante una sosta a St. Augustine, per cercare delle arance per curare lo scorbuto dello Svedese. Jim è riluttante a scendere a terra ma non spiega il perché. Stede trova una mappa del tesoro, così lui, Ed e Lucius cominciano una caccia al tesoro. Il resto dei pirati, in cerca di arance, trova un albero di arance nel cortile di una chiesa e qui viene sorpreso una suora che Jim chiama “Nana”. Oluwande scopre che la suora ha adottato che Jim, dopo l’omicidio del padre, e che gli ha insegnato a combattere per vendicare la morte della famiglia Jimenez per mano dei Siete Gallos, una banda di mercenari vagabondi. Jim rivela a Nana di aver ucciso solo uno di loro, al che la donna si dice delusa da Jim. Durante la caccia al tesoro, Ed diventa scontroso. Accanto al fuoco, Stede e Ed si avvicinano e Lucius nota che i due si piacciono; per questo affronta Ed e gli chiede di divertirsi, quantomeno per far piacere a Stede. Ed cambia atteggiamento e partecipa alla caccia al tesoro, riuscendo così a trovare un’arancia pietrificata sotto il vecchio albero della famiglia Jimenez. Stede tiene il tesoro e tutta la ciurma torna alla nave; Jim però resta a terra per terminare la sua vendetta. Ed e Stede decidono di co-capitanare la Revenge. Intanto, Chauncey Badminton arriva al locale di Jackie, dove lei e Izzy stanno complottando contro Stede Bonnett.

## We Gull Way Back
- Diretto da: Bert & Bertie
- Scritto da: Alyssa Lane e Alex Sherman

### Trama
A bordo della Revenge viene accolto un vecchio amico di Barbanera, Calico Jack, e ciò risveglia il lato più caotico di Ed, con il disappunto di Stede. Calico Jack rivela che la sua ciurma gli si è rivoltata contro, così, per tirarlo su, i pirati della Revenge accettano di portarlo alla Baia dell’Uomo Cieco, dove una volta Jack aveva salvato la vita di Barbanera. Una volta lì, Jack menziona il fatto che lui e Edward in passato erano stati amanti, suscitando così la gelosia di Stede.
Nel frattempo Jim prende in ostaggio Geraldo per costringere Spanish Jackie a rivelare tutto ciò che sa sui Siete Gallos; Jackie però uccide Geraldo da sé. Lei e Jim arrivano ad un accordo e Jackie rivela che Geraldo era uno dei Siete Gallos e che, per quanto lei sappia, tutti gli altri sono morti.
Sulla nave, Calico Jack, ubriaco, perde il controllo e frusta Karl, il gabbiano amico di Buttons, uccidendolo. Buttons è sconvolto e maledice Calico Jack, allora Stede, che ha terminato la pazienza, lo caccia dalla nave. Barbanera, che si sente ancora in debito con il suo vecchio amico, decide di andare con lui. Stede, affranto, paragona la separazione ad una “rottura”. Calico Jack confessa a Barbanera che è stato mandato lì da Izzy, per allontanare Ed
prima che Chauncey Badminton e la Marina britannica attacchino la Revenge. Capendo che Stede è in pericolo, Ed torna sulla Revenge e ordina alla ciurma di alzare bandiera bianca piuttosto che cominciare una battaglia che perderebbero di certo. Gli inglesi catturano l'intera ciurma, ma Stede e Ed sono felici di essere di nuovo insieme.

## Act of Grace
- Diretto da: Bert & Bertie
- Scritto da: David Jenkins e Yvonne Zima

### Trama
Per salvare Ed, che si era assunto la responsabilità dell’omicidio 
di Nigel Badminton per salvare Stede, Stede confessa di aver ucciso Nigel, ed è condannato a morte. Quando sono sul punto di giustiziarlo, Ed invoca “l’Atto di Grazia” — un proclama di Re Giorgio che garantisce la grazia ad ogni pirata che abbandona una vita di crimini e promette di servire la Corona nella guerra contro la Spagna. Dopo che una lettura al diario di bordo dimostra che Stede è un pirata, anche a lui è permesso di invocare l'Atto di Grazia e di scampare all'esecuzione, cosa che fa infuriare Chauncey Badminton. Ed e Stede sono mandati alla “Accademia Reale per Corsari” per venire riabilitati; qui Stede scopre di essere stato dichiarato morto, e Barbanera si rade la barba. Nel frattempo Izzy prende il comando della Revenge, ma la ciurma progetta di ammutinarsi.
Stede cerca di convincere Ed a scappare, ma lui sembra aver accettato il loro destino. Mentre parlano, i due si rendono conto che, finché sono insieme, saranno felici, e si baciano; pianificano quindi di scappare in Cina insieme e assumere nuove identità. Decidono di incontrarsi all’alba, ma prima che Stede possa andare da Ed, Chauncey lo sorprende e lo trascina nella foresta puntandogli addosso una pistola. Chauncey lo accusa di essere un mostro che rovina la vita di tutti, incluso Barbanera; Stede crolla e concorda con lui, ma prima che Chauncey possa ucciderlo, quello inciampa e si spara accidentalmente. Stede scappa e ritorna dalla sua famiglia, lasciando Ed da solo. Con il cuore spezzato, Ed ritorna sulla Revenge e riassume il ruolo di capitano, salvando Izzy dall'ammutinamento della ciurma.

## Wherever You Go, There You Are
- Diretto da: Andrew DeYoung
- Scritto da: David Jenkins

### Trama
Stede torna a casa e scopre che sua moglie Mary è completamente a suo agio ad essere una vedova. Il suo ritorno però rompe l’equilibrio della nuova vita della donna, che dunque progetta di ucciderlo, mentre lo stesso Stede trova difficile reinserirsi nella società. Dopo un tentativo fallito di uccidere Stede, lui e Mary esprimono apertamente i loro sentimenti, ammettendo di non essere felici da sposati e di voler continuare con le proprie vite separate. Stede capisce di amare Edward e, con l'aiuto di Mary e del suo amante, Doug, pianifica la sua finta morte per poter tornare in mare.
Intanto, sulla Revenge, Ed è depresso e trascura i suoi compiti da capitano e la sua reputazione da Barbanera. Izzy lo affronta infuriato, sminuendolo per la sua debolezza. Quella notte, riflettendo sulla sua vita e sulla sua relazione con Stede, Edward si abbandona al suo lato più oscuro e spinge Lucius in mare; si dipinge una nuova barba e si assicura di punire l'insubordinazione di Izzy, cosa di cui quest'ultimo è molto felice. Barbanera è tornato; ordina che tutti gli oggetti di proprietà di Stede vengano gettati fuori bordo e abbandona la ciurma di Bonnett su un'isola deserta, tenendo con se solo Frenchie e Jim, che era tornato per riunirsi con Oluwande. Barbanera e la nuova ciurma salpano; sulla Revenge ora sventola la bandiera di Barbanera, completa di un cuore trafitto e sanguinante. Solo, nella vecchie stanze di Stede, Edward crolla e piange.
Ora che in città tutti lo ritengono morto dopo il successo delle sue "cavolate", Stede prende una scialuppa e se ne va per mare in cerca di Edward. Trova invece la sua ciurma quasi morta di fame, e saluta uno scioccato Oluwande.